# Romances de Nápoles
Os Romances de Nápoles, também conhecidos como Quarteto Napolitano ou Tetralogia Napolitana, são uma série de ficção em quatro partes da autora italiana pseudônima Elena Ferrante, publicados originalmente pela Edizioni e/o. Os títulos em português dos romances são A Amiga Genial (2012), História do Novo Sobrenome (2013), História de quem Foge e de quem Fica (2014) e História da Menina Perdida (2015). A série foi caracterizada como um bildungsroman, ou história de amadurecimento. Em entrevista à Harper's Magazine, Elena Ferrante afirmou que considera os quatro livros como "um único romance" publicado em série por razões de extensão e duração. A série vendeu mais de 10 milhões de cópias em 40 países.
A série segue a vida de duas garotas perceptivas e inteligentes, Elena (às vezes chamada de "Lenù") Greco e Raffaella ("Lila") Cerullo, desde a infância até a idade adulta e a velhice, enquanto tentam criar vidas para si mesmas em meio à violência e à violência. cultura estultificante de sua casa – um bairro pobre nos arredores de Nápoles, Itália. Os romances são narrados por Elena Greco.
A série foi adaptada para uma peça de duas partes por April De Angelis no Rose Theatre, Kingston, em março de 2017. A produção de Rose, estrelada por Niamh Cusack e Catherine McCormack, foi transferida para o Royal National Theatre em novembro de 2019. Os três primeiros livros da série foram adaptados para uma série de televisão da HBO intitulada My Brilliant Friend .

## Sinopse

### A Amiga Genial(2011)
O romance começa na década de 1950, em um bairro pobre da periferia de Nápoles, onde a narradora Elena conhece Lila, sua melhor amiga, seu espelho e, às vezes, sua crítica mais feroz. Elas se tornam mulheres, esposas, mães e líderes, mantendo ao mesmo tempo uma amizade complexa e às vezes conflituosa. Este primeiro romance da série segue Lila e Elena desde seu encontro aos seis anos de idade, passando pelos anos escolares e adolescência, até o casamento de Lila aos dezesseis anos.

### História do Novo Sobrenome(2012)
No Ssegundo volume, Lila rapidamente se desilude com seu casamento, e se vê presa a um homem violento. Ela também começa um caso, arriscando sua vida. Elena, enquanto isso, continua seus estudos muito além do que ela jamais imaginou ser possível, e explora o mundo fora do bairro. As duas jovens compartilham um vínculo complexo e envolvente que é fundamental para suas vidas emocionais e uma fonte de força diante dos desafios da vida.

### História de quem Foge e de quem Fica(2013)
Elena e Lila se tornaram mulheres. Lila, casada aos dezesseis anos, agora tem um filho pequeno; ela deixou o marido e os confortos que seu casamento trouxe e agora trabalha em péssimas condições em uma fábrica em Nápoles. Elena deixou a cidade, obteve seu diploma universitário e publicou um romance, mas agora também se vê presa em um casamento difícil. Ambas as mulheres estão empurrando contra as paredes, tentando aproveitar as oportunidades que se abriram para as mulheres durante a década de 1970.

### História da Menina Perdida(2014)
Tanto Lila quanto Elena uma vez lutaram para escapar do bairro em que cresceram. Elena se casou, mudou-se para Florença com o marido, constituiu família e publicou vários romances bem recebidos. Mas no quarto romance, ela se vê de volta a Nápoles para estar com o homem que sempre amou. Lila, por outro lado, tornou-se uma empresária de sucesso, mas descobre que isso só a aproxima do nepotismo, machismo e violência criminosa que infectam seu bairro.

## Temas

### Amizade feminina
Os temas centrais dos romances incluem a amizade das mulheres e a formação da vida das mulheres por seu meio social, ciúme sexual e intelectual e competição nas amizades femininas e ambivalência feminina sobre os papéis filiais e maternos e violência doméstica. Isabelle Blank escreveu sobre a relação complexa e espelhada entre os protagonistas Lenu e Lila: "Lenù e Lila são contrastes uma para a outra. Lenù é loira, estudiosa, ansiosa para agradar, insegura e ambiciosa, enquanto Lila é morena, naturalmente brilhante, mercurial, má e irresistível para aqueles ao seu redor. A história é contada do ponto de vista de Lenù, mas as duas amigas se entendem em um nível tão profundo e complexo que o leitor muitas vezes fica a par dos pensamentos internos de Lila."
A tensão entre Lila e Lenu é muitas vezes considerada o ponto central dos romances, como Matteo Pericoli escreveu para The Paris Review: "Do ponto de vista estrutural, tensão e compressão muitas vezes se fundem. Neste edifício, dois volumes são entrelaçados por  bielas, colunas estendidas e vigas ousadas, sendo que um dos dois parece estar suspenso do outro. Com seu dinamismo de massa e redemoinhos, o volume suspenso (que chamaremos de Lila) parece escapar daquele que o sustenta (que chamaremos de Elena) fazendo-o se estender e esticar como se fosse Lila quem estivesse se moldando. Elena e fornecendo a ela sua energia dinâmica, tão vital para qualquer peça de arquitetura."
Suzanne Berne também escreveu sobre a relação entre as duas para o LA Review of Books, comentando sobre como eles são percebidos pelos críticos: "Alguns críticos as veem como duas metades da criatividade feminina - a atualizada versus a potencial - ou como lados inversos da psiquê feminina. Outros as veem como irmãs de armas, lutando contra a hostilidade e a brutalidade de uma cultura dominada pelos homens, ou as usam para refletir sobre a linha entre ficção e não-ficção nesses romances claramente autobiográficos. Um crítico insiste que elas são um par faustiano, com Lila como o “demônio genial”. Mas o verdadeiro espanto dessa narrativa longa, digressiva e inclassificável é o retrato da experiência dinâmica de uma estreita amizade feminina. Uma amizade, registrada por Elena, que muda página por página, às vezes frase por frase. E a pergunta que Ferrante finalmente me forçou a fazer é como essa experiência, na ficção, pode ser tão exaltante."
Segundo o The Guardian, essas tensões vão além da relação entre Lila e Lenu, abrangendo todas as mulheres da narrativa: "O assunto de Ferrante – é quase uma obsessão – é a forma como as mulheres são moldadas, distorcidas e às vezes destruídas por seu meio social (e pelos homens ao seu redor). Expressando o que ainda pode parecer indizível, ela investiga as tensões mais sombrias entre filhas e mães, o puxão de ser uma esposa ou mãe e querer manter algum senso de independência."

### Maternidade e ambivalência
A série foi elogiada por retratar uma jovem inteligente que acha a maternidade sufocante, algo pouco retratado, conforme apresentado por Roxana Robinson para o The New York Times : "Ela (Lenù) ingressou na intelectualidade e está prestes a se casar no meio classe, mas sua vida ainda está repleta de limitações. Seu distinto marido é tacanho e restritivo, e ela acha a maternidade entorpecente."

### Luta de classes
Os romances também retratam a luta de classes, especialmente no contexto das greves nas fábricas italianas da década de 1970. A escritora Valerie Popp escreveu sobre a representação da classe nos romances "Então, acho que ler a obra de Elena Ferrante me proporciona um prazer raro: o prazer do reconhecimento. Aqui nos Estados Unidos, as dimensões da classe trabalhadora da obra de Ferrante tendem a ser elididas, ignoradas ou atenuadas em algo charmoso e “primitivo” que o círculo literário – que, em sua maioria, são nascidos na classe média ou alta -pode admirar à distância." O romance também foi elogiado por seus temas sociais, mostrando as mudanças do bairro sob a influência crescente da Camorra e as lutas durante os anos de chumbo dos anos 70 na Itália: "Durante as lutas da década de 1970 entre comunistas e socialistas ela [Elena] se volta para a política, apenas para descobrir que a Camorra também manda lá."

### Künstlerroman
A protagonista do romance, chamada Elena, convidava os leitores a se perguntarem o quanto sua história tem em comum com a da autora. Como Katherine Hill escreve na Paris Review: "A maior parte da autoficção baseia-se no entendimento de que o autor está apenas brincando, ou apenas teorizando, e não se revelando realmente, mas o trabalho de Ferrante convida à leitura oposta."
A pergunta foi feita pelo leitor Paolo Di Stefano à Elena Ferrante no jornal italiano Corriere della Sera "quão autobiográfica é a história de Elena [Greco]?" Ferrante respondeu, em "sua maneira caracteristicamente direta, mas evasiva, 'Se por autobiografia você quer dizer basear-se na própria experiência para alimentar uma história inventada, quase inteiramente. Se, em vez disso, você está perguntando se estou contando minha própria história pessoal, de jeito nenhum'."
Além disso, a história de se tornar uma escritora se confunde para Lenù com os dois pontos anteriores: com sua amizade com Lila, pois seu objetivo é competir com a amiga, provar-se digna, a rivalidade alimenta sua escrita. E com a luta de classes porque escrever um romance de sucesso era como as duas sonhavam, quando meninas, em ganhar dinheiro e fugir do bairro, e, de fato, como Lenù finalmente consegue isso.

### A cidade de Nápoles
De acordo com Sarah Begley, escrevendo para a revista Time, a própria cidade de Nápoles é uma das personagens principais do livro, "retratada em detalhes corajosos ao longo dos romances". A cidade é retratada nos romances como um lugar de violência, pobreza e agitação social. A professora associada da Rutgers University, Paola Gambarota, vinculou esse retrato aos problemas que a cidade experimentou após ser bombardeada durante a Segunda Guerra Mundial, mas o Ferrante retrata questões bem conhecidas, como os mercados negros (através de figuras como a família Carraci) e a crescente influência de a Camorra (através da família Solara). Gambarota diz, “a situação socioeconômica em Nápoles… era pior do que em qualquer outro lugar”. A educação era um luxo.

### A "Questão do Sul"
Outro tema sempre presente no romance são as diferenças entre o Sul e o Norte da Itália e o preconceito sofrido pelas pessoas do sul. Isso é retratado com mais frequência na personagem de Elena, que vai estudar e morar no Norte. Como Pasha Malla escreveu para Slate : "Ela [Elena] nunca se identifica totalmente com Nápoles e sua brutalidade, mas continua sendo uma impostora entre os refinados nortistas, 'a filha do porteiro com a cadência dialetal do sul', que está apenas 'interpretando o papel da escritora culta'."

## Recepção
Em 2019, o The Guardian classificou My Brilliant Friend como o 11º melhor livro desde 2000. A série geral também foi listada no Vulture como um dos 12 "Novos Clássicos" desde 2000.
Elissa Schappel, escrevendo para a Vanity Fair, revisou o último livro do Quarteto dizendo que "Esta é Ferrante no auge de seu brilhantismo." Roger Cohen escreveu para o New York Review of Books : "As qualidades de interação das duas mulheres são centrais para o quarteto, que é ao mesmo tempo introspectivo e abrangente, pessoal e político, cobrindo as mais de seis décadas da vida das duas mulheres e o forma como essas vidas se cruzam com as convulsões da Itália, desde a violência revolucionária das Brigadas Vermelhas esquerdistas até o feminismo radical."
No The Guardian, notou-se a crescente popularidade de Ferrante, especialmente entre escritoras: "Em parte porque seu trabalho descreve experiências domésticas - como ciúme sexual vívido e outras formas de vergonha - que são pouco exploradas na ficção, a reputação de Ferrante está crescendo, especialmente entre mulheres (Zadie Smith, Mona Simpson e Jhumpa Lahiri são fãs)".
Darrin Franich chamou os romances de a série da década, dizendo: "Os romances napolitanos são a série da década porque são claramente desta década: conflituosos, revisionistas, desesperados, esperançosos, revolucionários, euforicamente femininos mesmo diante de corrosão masculina agressiva."
Judith Shulevitz, do The Atlantic, elogiou particularmente como os livros voltam ao início, às brincadeiras infantis de Lila e Lenu, no volume final. Maureen Corregan também elogiou o final dos romances, chamando-o de "Devastação Perfeita".

## Prêmios
- A Amiga Genial : Longlist do International IMPAC Dublin Literary Award.[26]
- A História da Menina Perdida : indicado ao Prêmio Strega, o mais prestigiado prêmio literário italiano.
- A História da Menina Perdida ; nomeado para o International Booker Prize, levantando a questão se o prêmio poderia ser dado a um autor anônimo.[27][28]
- A História da Menina Perdida ; ganhou os Prêmios ALTA de Tradução 2016, na categoria traduções do italiano.[29]

## Capas dos livros
As capas dos livros do Quarteto Napolitano há muito são criticadas por serem kitsch. Emily Harnett escreveu para o The Atlantic : "No Twitter e além, os leitores descreveram as capas de Ferrante como 'horríveis', 'atrozes', 'totalmente hediondas' e como um 'desserviço' a seus romances." Os editores, no entanto, defenderam a escolha em entrevista à Slate, alegando que "Também tivemos a sensação de que muitas pessoas não entenderam o jogo que estávamos jogando, o de, digamos, vestir uma história extremamente refinada com um toque de vulgaridade. ."

## Personagens

### família Greco
- Elena (“Lenù”) Greco (quando adulta se torna uma autora de sucesso)
  - duas filhas, Adele (apelidada de 'Dede') e Elsa
  - uma filha, Imma, de um caso posterior com Nino Sarratore
- Vittorio Greco (pai de Elena, porteiro da prefeitura)
- Immacolata Greco (mãe de Elena, dona de casa)
- Peppe, Gianni e Elisa Greco (irmãos mais novos de Elena)

### família Cerullo
- Raffaella (“Lila” ou “Lina”) Cerullo (quando adulta dirige um negócio de informática de sucesso)
  - um filho, Gennaro (apelidado de 'Rino'),
  - uma filha, Tina, do segundo marido Enzo Scanno
- Fernando Cerullo (pai de Lila, trabalha em uma sapataria)
- Nunzia Cerullo (mãe de Lila, dona de casa)
- Rino Cerullo (irmão mais velho de Lila, cinco a sete anos mais velho que Lila, trabalha na sapataria da família)
- vários irmãos mais novos não identificados de Rino e Lila

### família Sarratore
- Donato Sarratore (inspetor de passagens de trem e poeta)
- Lidia Sarratore (esposa de Donato, dona de casa)
- Nino Sarratore (o filho mais velho, dois anos mais velho que Lila e Elena, que quando adulto trabalha como professor e politicamente ativo)
- Marisa Sarratore (irmã de Nino, da idade de Lila e Elena)
- Pino, Clelia e Ciro Sarratore (filhos mais novos)

### família Carracci
- Don Achille Carracci (possui e trabalha em uma mercearia, ex-agiota e agente do mercado negro)
- Maria Carracci (sua esposa, trabalha na mercearia da família)
- Stefano Carracci (o filho mais velho, cinco a sete anos mais velho que Lila e Elena, trabalha na mercearia da família)
- Pinuccia Carracci (irmã mais nova de Stefano)
- Alfonso Carracci (irmão mais novo de Stefano e Pinuccia, da mesma idade de Lila e Elena)

### família Solara
(a máfia do bairro, possuem um bar e vários outros comércios, legais ou não)
- Silvio Solara
- Manuela Solara (sua esposa, conhecida como agiota)
- Marcelo Solara
- Michele Solara

### família Spagnuolo
- Gigliola Spagnuolo (da idade de Lila e Elena)
- Seu pai (chef de pastelaria)
- Sua mãe (dona de casa)
- irmão mais novo de Gigliola

### família Peluso
- Pasquale Peluso (pedreiro)
- Carmela (“Carmen”) Peluso (sua irmã mais nova, da idade de Lila e Elena)
- Alfredo Peluso, seu pai (carpinteiro)
- Sua mãe (dona de casa)

### Família Scanno
- Nicola Scanno (vendedor de frutas e legumes)
- Assunta Scanno (sua esposa, vendedora de frutas e legumes)
- Enzo Scanno (seu filho mais velho, quando adulto dirige um negócio de informática de sucesso com Lila)
- crianças mais novas

### família cappuccio
- O falecido pai Cappuccio
- Melina Cappuccio (a louca, apaixonada por Donato Sarratore, limpa as escadarias dos prédios do bairro)
- Antonio Cappuccio (o filho deles, trabalha em uma garagem)
- Ada Cappuccio (irmã de Antonio, ajuda a mãe a limpar escadas, depois trabalha na mercearia Carracci)
- crianças mais novas

### família Airota
- Guido Airota (professor de literatura grega)
- Adele Airota (sua esposa, crítica literária)
- Mariarosa Airota (sua filha, professora de história da arte em Milão)
- Pietro Airota (filho deles, também professor, marido de Elena e pai das duas filhas mais velhas de Elena)

## Adaptações
My Brilliant Friend, uma adaptação teatral de duas partes e cinco horas e meia dos romances napolitanos, estreou no Rose Theatre, Kingston em março de 2017. A peça foi adaptada por April De Angelis, dirigida por Melly Still, e estrelou Niamh Cusack como Lenù e Catherine McCormack como Lila.
Uma série de televisão de 32 partes também está em andamento e será coproduzida pelo produtor italiano Wildside para a Fandango Productions, com roteiro liderado pelo escritor Francesco Piccolo. Em 30 de março de 2017, foi anunciado que a HBO e a RAI iriam transmitir os primeiros oito episódios, que são uma adaptação de My Brilliant Friend, o primeiro dos quatro romances napolitanos, e eles estrearam na HBO em 18 de novembro de 2018.
A série também foi adaptada para o rádio, produzida por Pier para a BBC Radio 4 e transmitida pela primeira vez em julho de 2016.